# ホームベーカリー

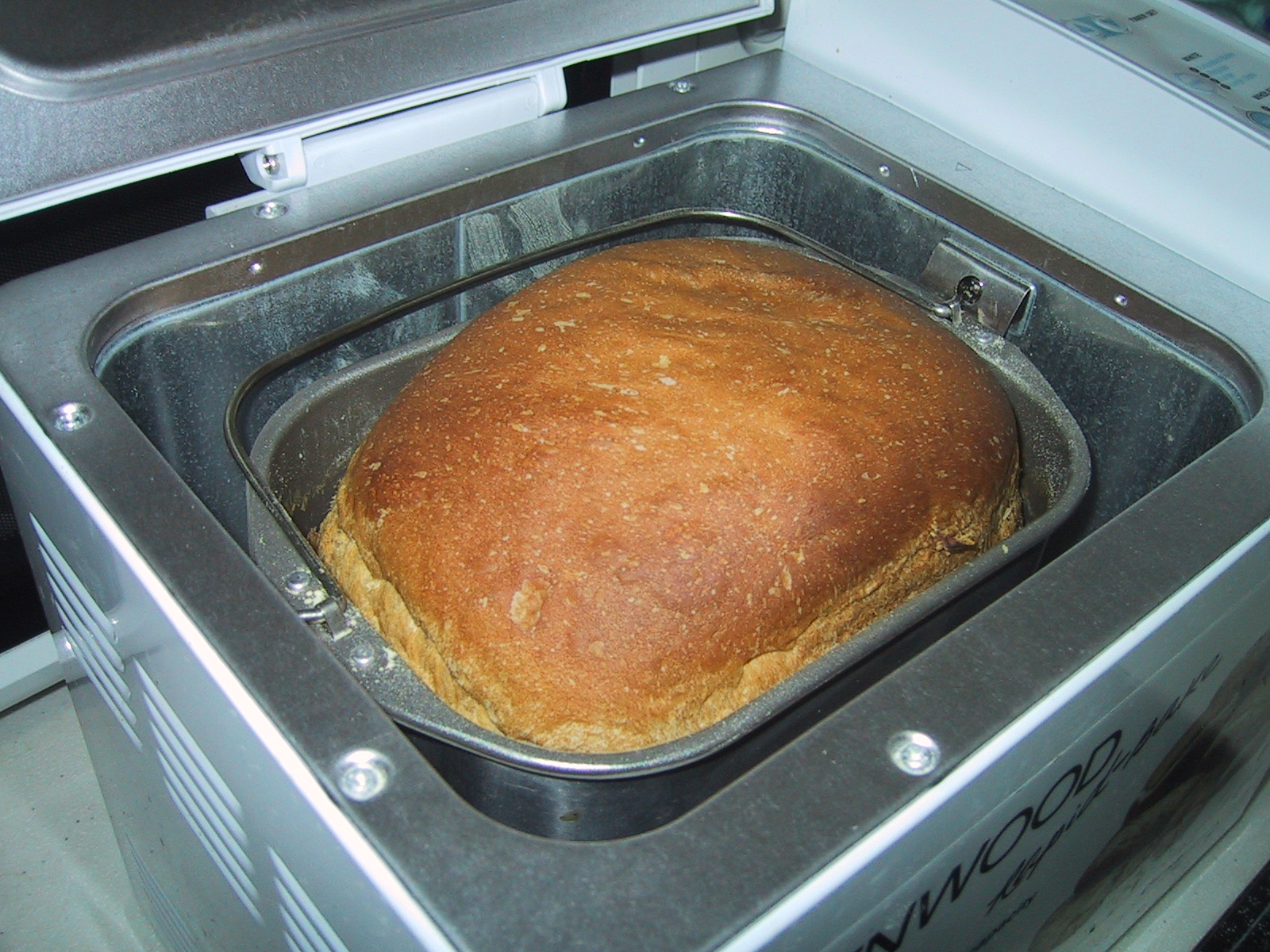
ホームベーカリーの外蓋を開けたところ。内釜の中で食パンが焼き上がっている。

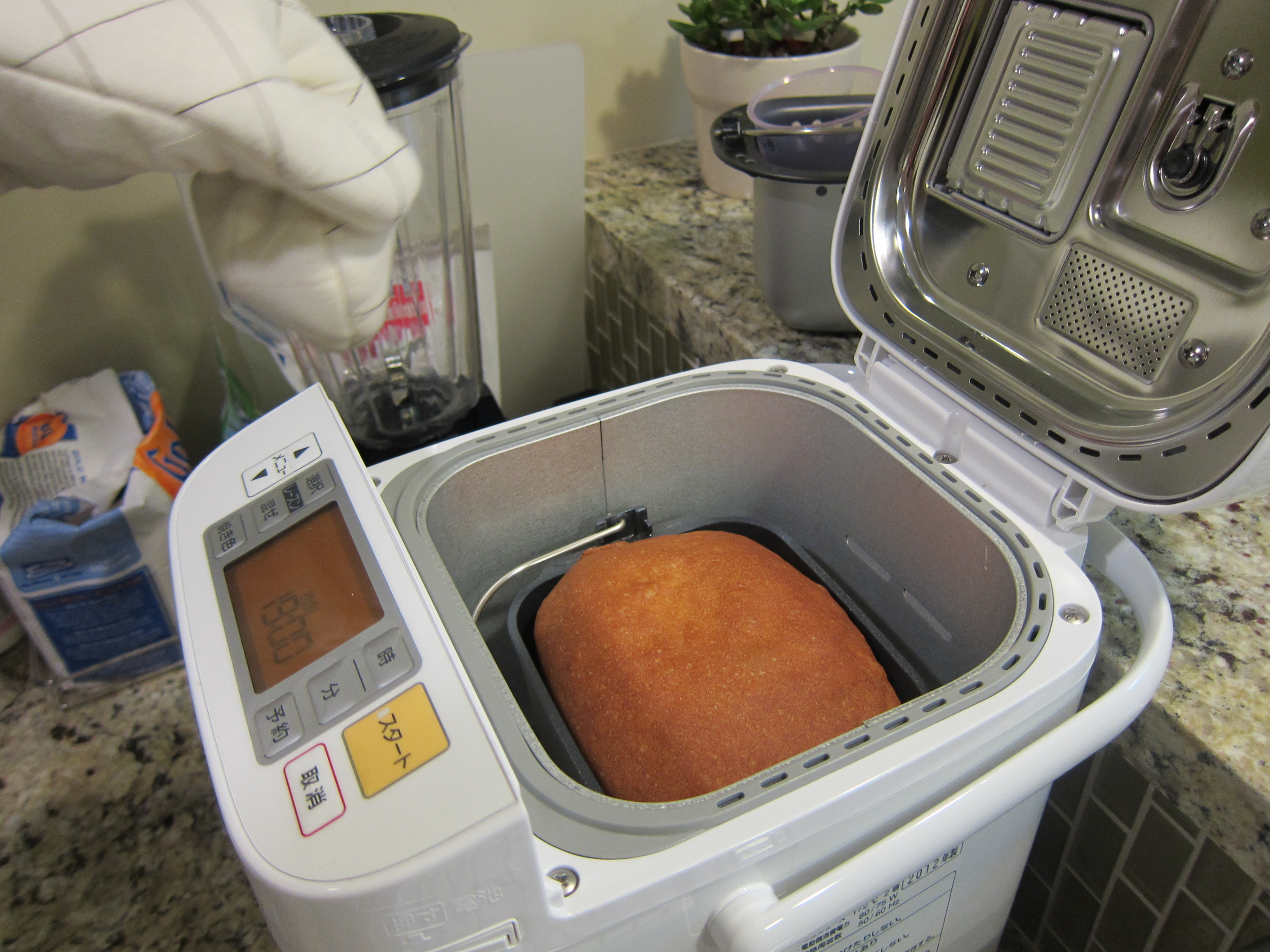
別の例

ホームベーカリー（英: bread machine）とは、小麦粉・水・イーストから生地をつくり発酵させ、それを焼いてパンをつくる家庭用電化製品。製パン機、パン製造機、パン焼き機、パン焼き器とも。
トースターなどの、既に焼き上がっているパンを焼くための器具とは区別される。

## 概要
小麦粉・水・イースト（酵母）等の材料を内釜に投入して、スイッチを押すと、自動的に生地の生成、発酵の温度調整、焼き上げを行う。
焼き上げる容量は、1斤から1.5斤程度のものが中心である。
発酵まででとどめるコースを備えている機種も多く、ピザの生地作り、麺の生地作りなどに利用できる。また、ヒーターおよび内釜の内側で回転する「羽根」を利用して、餅つき、ジャム作り、ヨーグルト発酵などのコースが用意された製品もある。
市販価格は1万円程度から2万円台が中心である。

## 歴史

### 日本
1987年（昭和62年）3月頃に松下電器産業（現・パナソニック）、船井電機が相次いで製品化した。多くのメーカーが製品化し、1988年（昭和63年）には家電業界での販売台数は約32万台であった。
このブーム後は、1992年（平成4年）には販売台数が2万台弱となるまでに落ち込んだ。
米不足が問題となった1994年（平成6年）に小麦粉食が注目されて再びブームとなったが、米の供給が正常化すると再び販売数は落ち込んだ。
2005年（平成17年）頃から、基本性能の改善・レシピの増加そして多機能化が進み、2010年代初頭現在、再び年間20万台に届く規模にまで拡大しつつある。

### 日本以外
日本国外でのホームベーカリーの販売は、松下電器が1987年に輸出を開始したアメリカ合衆国で始まった。パンが主食のひとつである英米では1990年代後半頃から一般家庭への普及が進んだ。

### 現在生産中
2023年時点の主なメーカー
- ナショナル→パナソニック（ホームベーカリー） - 1987年に国内第一号機を発売し、以後ホームベーカリー国内トップメーカーへと成長
- アイリスオーヤマ（ホームベーカリー）
- アルファックス・コイズミ（ホームベーカリー）
- エムケー精工（パン焼き機）
- グループセブ「T-fal」（ホームベーカリー）
- シー・シー・ピー （ホームベーカリー）[8]
- シロカ「siroca」（おうちベーカリー、ホームベーカリー）
- 象印マホービン（ホームベーカリー）
- タイガー魔法瓶（ホームベーカリー）[注 2]
- ツインバード（ホームベーカリー）
- 廣瀬無線電機（ホームベーカリー）
- ベルソス（ホームベーカリー）
- MakeFlow（ヘルシーベーカリー）
- レコルト（コンパクトベーカリー）

### 生産より撤退
- 日立製作所（ホームベーカリー『焼きたて通り』） - オーブンレンジの庫内にパンケースをセットし食パンなどが焼ける「ベーカリーオーブンレンジ」も販売していた。1988年の『7時のニュース』(MRO-B50) や、ホームベーカリー撤退後の2012年から2020年頃まで『ベーカリーレンジ ヘルシーシェフ』シリーズを生産していた。2023年現在はいずれも生産完了している。
- 三洋電機（ホームベーカリー） - パナソニック完全子会社化に伴い2011年限りで生産終了。「GOPAN」ブランドは親会社パナソニック製品へ継承
- 東芝（ホームベーカリー） - かつては自社生産していたが、現在はホームベーカリー機能を持たない餅つき機のみを生産。東芝ストアーにはパナソニック・タイガー・象印などの他社製品を供給
- 船井電機
- アールジェイ インターナショナル - リーガルシリーズ

## ギャラリー
- 内釜の例（これが機械に入っている）
- 内釜を取り出した状態の機械の内部。黒っぽいリングは熱源。
- 内釜を機械にセットし生地をこねている状態
- 焼けたパンの例